# Psiloderces ligula
Psiloderces ligula is een spinnensoort uit de familie Psilodercidae. De soort komt voor in Celebes.